# Lisiate 'Akolo
Lisiate 'Aloveita' Akolo es un político tongano, miembro de la Asamblea Legislativa de Tonga y exministro de Finanzas del Gabinete. 
Lisiate se graduó en la Universidad Victoria de Wellington y en la American University. Trabajó para la Junta de Productos Básicos de Tonga y el Banco de Desarrollo de Tonga, antes de convertirse en CEO de la Organización de Turismo del Pacífico Sur en 2000.
En octubre de 2006 fue nombrado ministro de Trabajo, Comercio e Industrias del Gabinete, bajo la dirección del primer ministro Feleti Sevele.
Se postuló en las elecciones de 2010 para la Asamblea, por el distrito electoral de Vava'u 14 y tuvo éxito. El nuevo primer ministro, Lord Tuʻivakanō, lo mantuvo en el Gabinete como ministro de Trabajo, Comercio e Industrias. El 1 de septiembre de 2011, fue trasladado al Ministerio de Policía, Prisiones y Servicios de Bomberos. El 1 de mayo de 2012, a petición suya, fue reorganizado a la posición de ministro de Finanzas. Radio New Zealand International informó: "Le dijo a Lord Tu'ivakano que podía hacerlo mejor que Sunia Fili como ministro de Finanzas y consiguió la cartera". Se cambiaron las carteras de los dos hombres, y Fili fue nombrado ministro de Policía, Prisiones y Servicios de Bomberos. Él desarrolló una reputación como "un conservador financiero que no quiere ver a Tonga abrumado por los pagos de la deuda". También fue el portavoz principal de las negociaciones de los Estados ACP del Pacífico con la Unión Europea (UE) sobre un Acuerdo de Asociación Económica (AAE) integral.
El 9 de enero de 2014, 'Akolo fue cesado de su cargo como ministro de Finanzas después de criticar públicamente aspectos del presupuesto.